# Loch Avich
Loch Avich är en sjö i Storbritannien.   Den ligger i kommunen Argyll and Bute och riksdelen Skottland, i den nordvästra delen av landet, 600 km nordväst om huvudstaden London. Loch Avich ligger 175 meter över havet.  I omgivningarna runt Loch Avich växer i huvudsak blandskog.